# Saint-Georges-de-Didonne
Saint-Georges-de-Didonne là một xã ở tỉnh Charente-Maritime thuộc vùng Nouvelle-Aquitaine tây nam nước Pháp.
- Xã của tỉnh Charente-Maritime

## Tham khảo

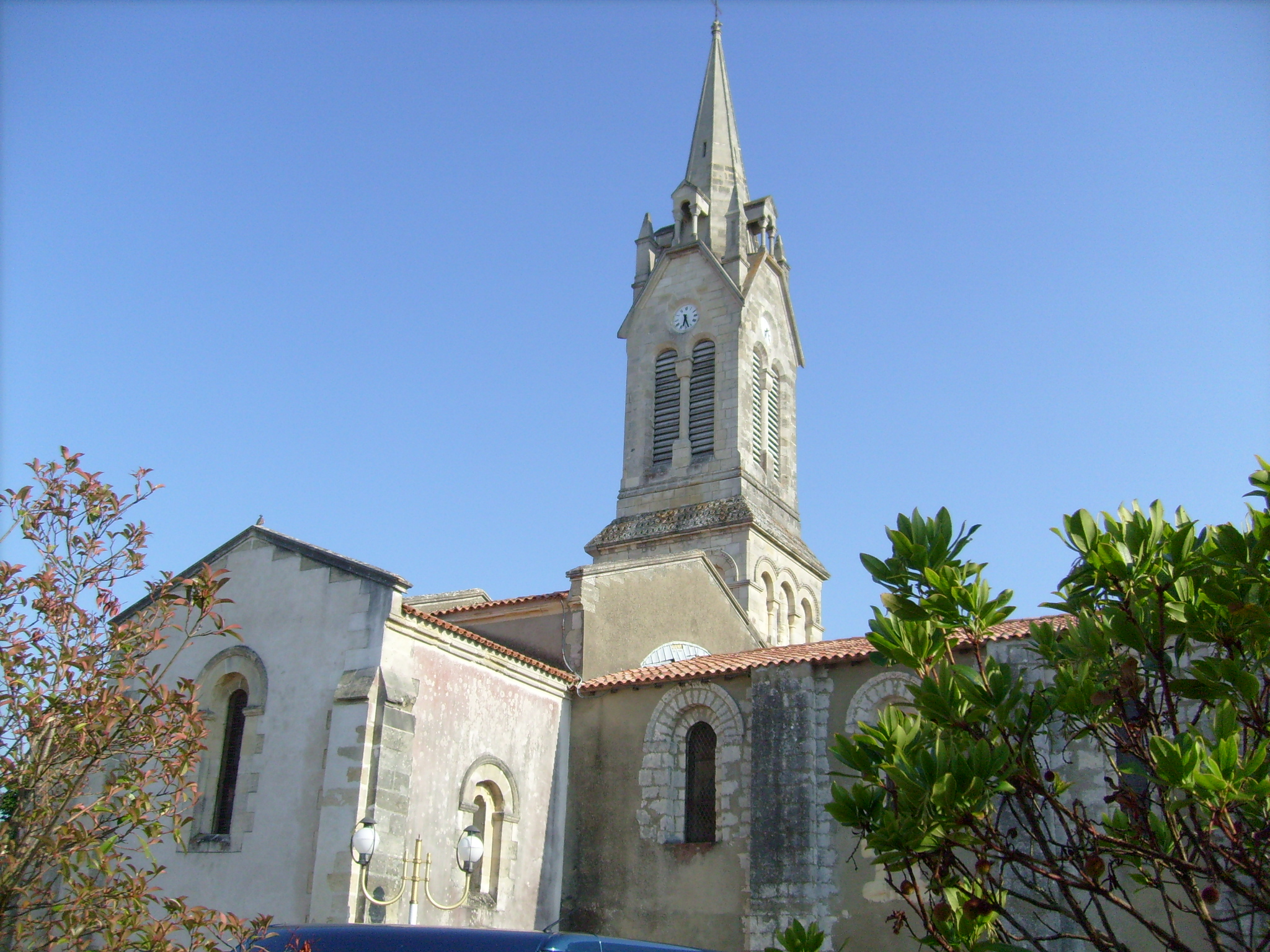
Saint George's church